# 大宜味村強盗傷害事件
大宜味村強盗傷害事件（おおぎみそんごうとうしょうがいじけん）とは、1953年7月6日にアメリカ占領下の沖縄の大宜味村で発生した強盗傷害事件。

## 事件の概要
1953年7月6日、国頭村にあった米国系ラジオ放送局従業員の給料を運搬していた現金輸送車が襲われた。犯人グループは走行を妨害するために大きな石を道路に並べていた。現金輸送車が停車し乗員が外に出たところ、犯人グループがいきなり発砲、アメリカ人1人が右足を負傷した。その隙に犯人グループは現金輸送車に乗り逃走した。犯人グループは一旦東海岸に出て南下し、石川市（現うるま市）で車を乗り捨てた。車内で現金を山分けして解散した。
前年の1952年に琉球政府が成立しており、琉球警察が取り組む米軍がらみの重大事件ということで、全組織を挙げて捜査を行った。その甲斐あって、事件発生後9日目に犯人グループは検挙された。

## 裁判
犯人ら4人は起訴され、中央巡回裁判所で、3人に懲役12年、1人に懲役8年の判決が下った。